# Dachsenhausen
Dachsenhausen è un comune di 1.049 abitanti della Renania-Palatinato, in Germania.
Appartiene al circondario (Landkreis) del Rhein-Lahn-Kreis (targa EMS) ed è parte della comunità amministrativa (Verbandsgemeinde) di Loreley.